# Psilodera pallidiventris
Psilodera pallidiventris är en tvåvingeart som beskrevs av Evert I. Schlinger 1960. Psilodera pallidiventris ingår i släktet Psilodera och familjen kulflugor. Inga underarter finns listade i Catalogue of Life.